# Fortune Ogouchi
Fortune Ogouchi, född 22 juli 1962, är en friidrottare från Benin. Han deltog vid olympiska sommarspelen 1988.